# Giro del Friuli 1975
Il Giro del Friuli 1975, seconda edizione della corsa, si svolse il 25 settembre 1975 su un percorso di 227 km, con partenza da Passariano e arrivo a Pordenone. La vittoria fu appannaggio dell'italiano Roberto Poggiali, che completò il percorso in 5h44'00", alla media di 39,593 km/h, precedendo i connazionali Gianbattista Baronchelli e Giovanni Battaglin.

## Ordine d'arrivo (Top 10)
| Pos. | Corridore                | Squadra        | Tempo    |
| ---- | ------------------------ | -------------- | -------- |
| 1    | Roberto Poggiali         | Filotex        | 5h44'00" |
| 2    | Gianbattista Baronchelli | Scic           | s.t.     |
| 3    | Giovanni Battaglin       | Jollj Ceramica | s.t.     |
| 4    | Walter Riccomi           | Scic           | a 0'10"  |
| 5    | Wladimiro Panizza        | Brooklyn       | s.t.     |
| 6    | Enrico Maggioni          | Jollj Ceramica | s.t.     |
| 7    | Claudio Bortolotto       | Filotex        | s.t.     |
| 8    | Pierino Gavazzi          | Jollj Ceramica | a 0'15"  |
| 9    | Franco Bitossi           | Scic           | s.t.     |
| 10   | Alessio Antonini         | Jollj Ceramica | s.t.     |